# Темпер

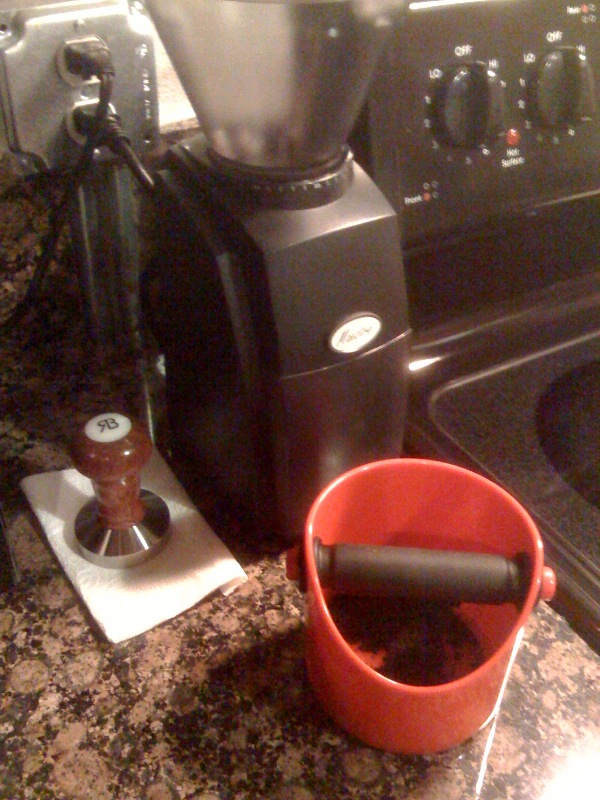
Кавомолка, темпер і кнокбокс

Темпер (англ. tamper — «трамбівка») — маленький шматок металу, пластику або деревини, який використовується в процесі приготування кави еспресо. Темпер застосовується для утрамбовки молотої кави в портафільтрі кавомашини. Спеціалісти вважають, що найкращі темпери — ручної роботи. Вибір темпера є важливою частиною процесу приготування еспрессо.